# Tanvald
Tanvald (deutsch Tannwald) ist eine Stadt im Okres Jablonec nad Nisou in Tschechien.

## Geographische Lage

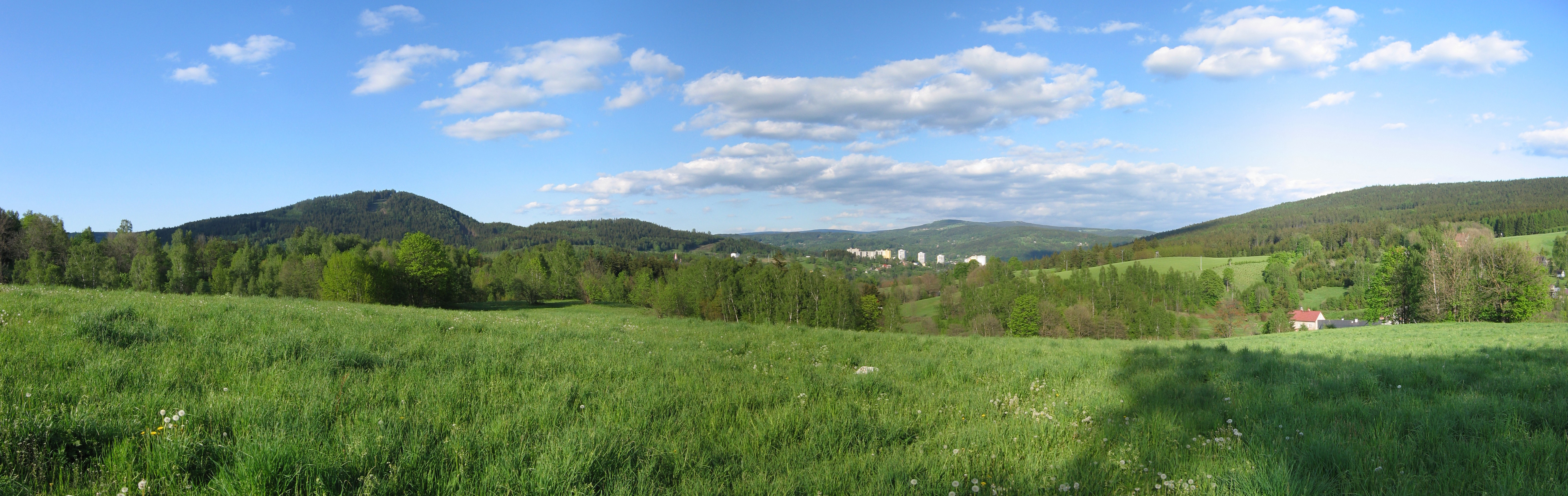
Fernsicht auf Tanvald und Umgebung (Isergebirge)

Die Stadt liegt in Nordböhmen auf 466 m ü. M. im Isergebirge an der Kamenice (Kamnitz, Nebenfluss der Iser),  die hier die Desná (Desse) aufnimmt. Durch Tanvald verläuft die Europastraße 65 und die Fernstraße Silnice I/14 (bis Ende 2015 Rychlostní silnice 14).
Nördlich von Tanvald liegt die Kleinstadt Desná (Dessendorf), im Süden Velké Hamry (Großhammer) und zum Westen Smržovka (Morchenstern). Das Wintersportzentrum Harrachov (Harrachsdorf) liegt etwa 15 Kilometer nordöstlich von Tanvald.

## Geschichte

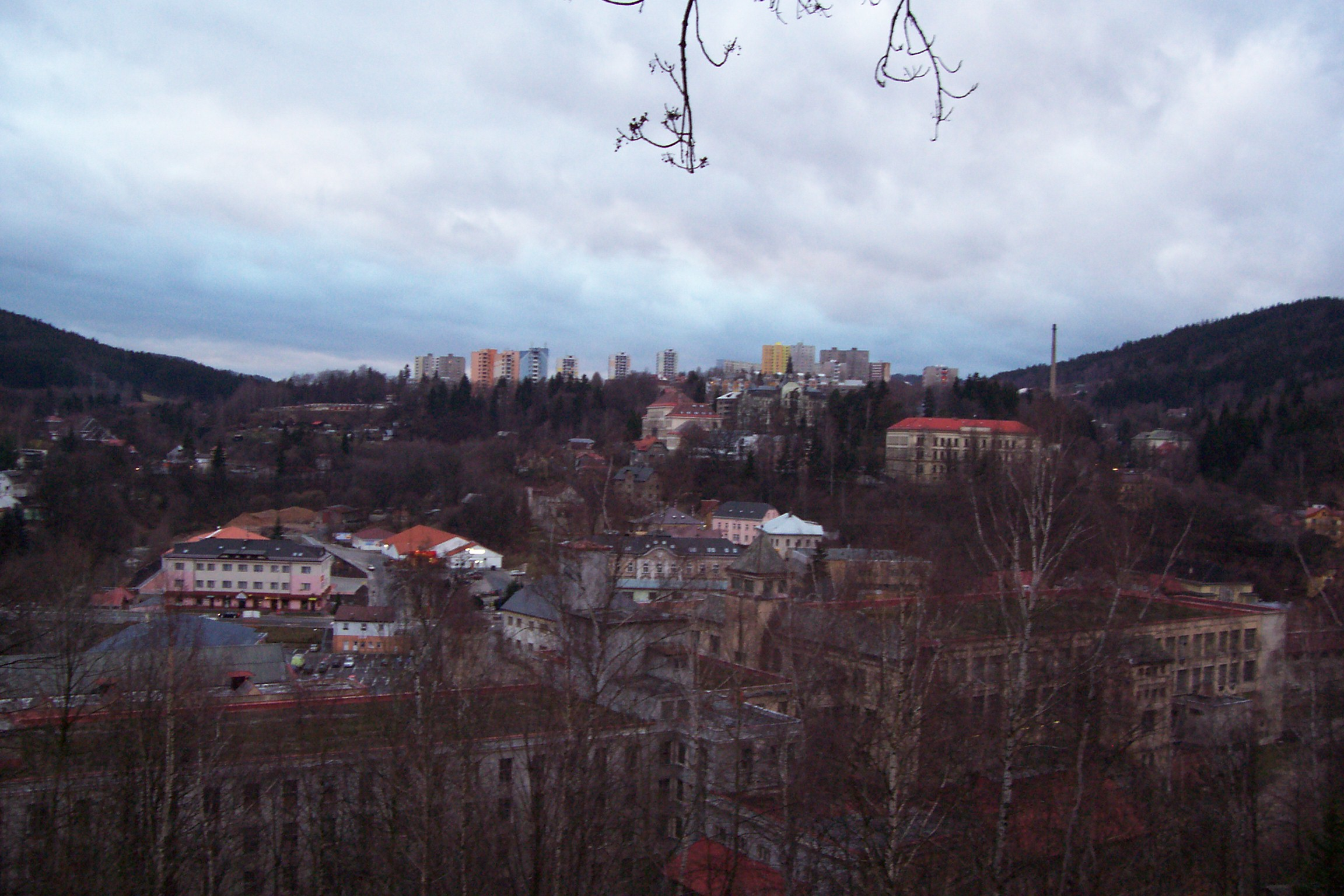
Panorama von Tanvald

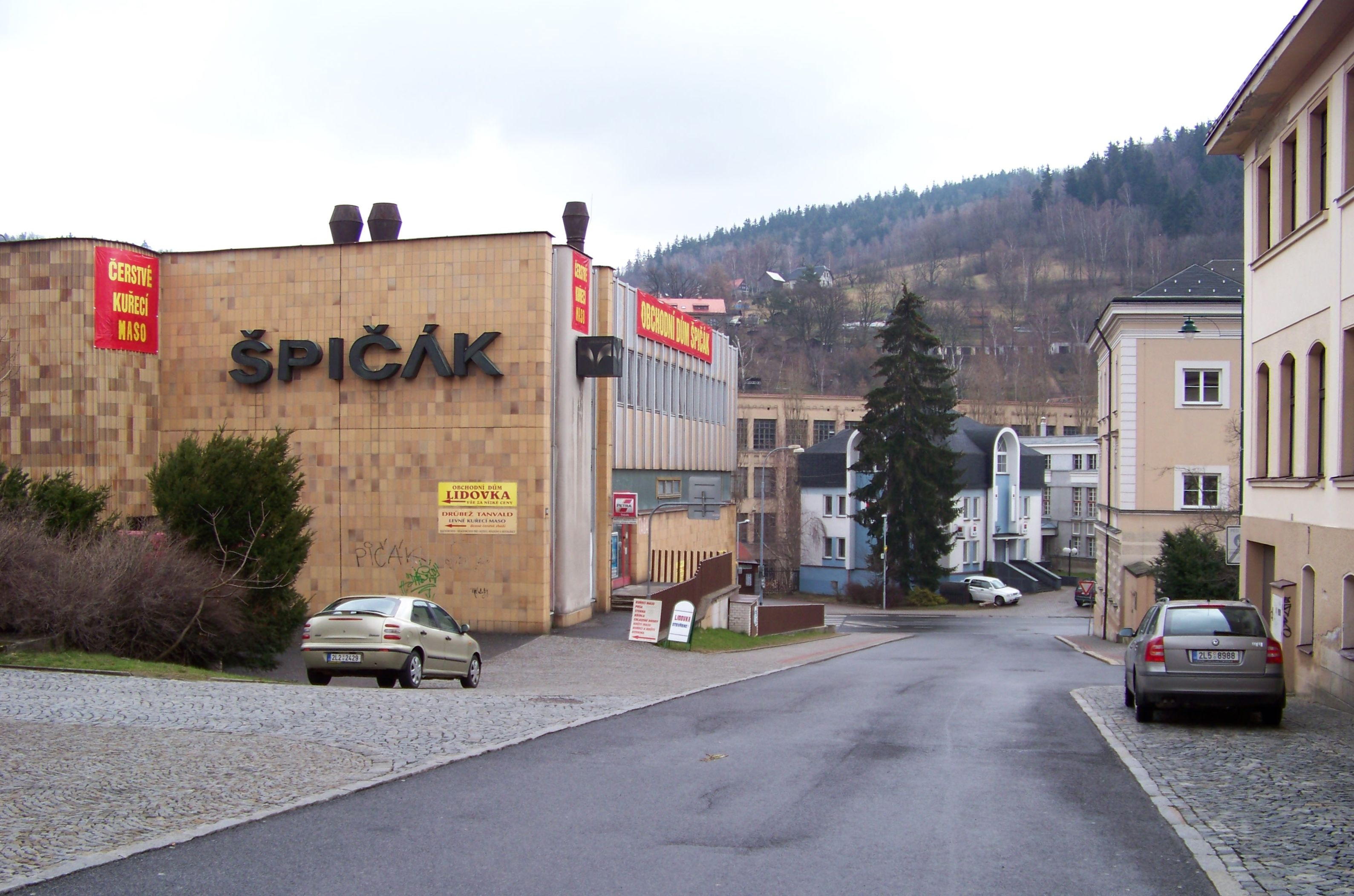
Poštovní (Poststraße)

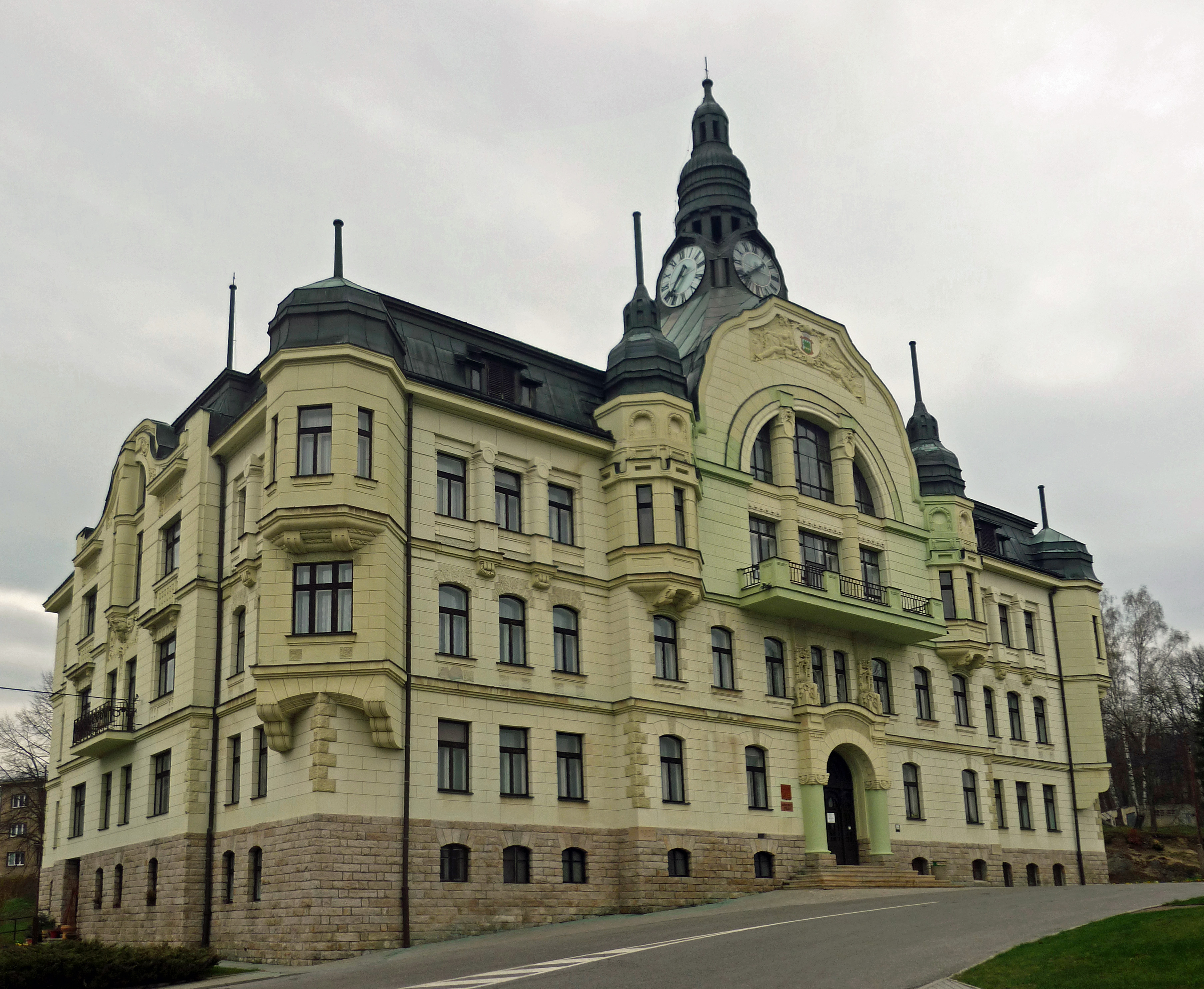
Rathaus

Der Ort entstand im 16. Jahrhundert aus einer Holzhauerkolonie, deren erste schriftliche Erwähnung aus dem Jahr 1586 stammt. Ab 1628 gehörte Tannwald zur Grundherrschaft Morchenstern (Smržovka) der Grafen Desfours auf Schloss Groß Rohosetz. Die Filialkirche St. Peter und Paul wurde 1788  von dem ehemaligen Richter Friedrich auf eigene Kosten erbaut und dotiert.
Ende des 18. Jahrhunderts wurde die erste Glasschleiferei erbaut, und in der ersten Hälfte des 19. Jahrhunderts kamen die Textil- und Maschinenbauindustrie hinzu. Im Jahr 1850 nach Aufhebung der Patrimonialherrschaften wurde Tannwald Verwaltungssitz des Gerichtsbezirk Tannwald.
1868 gründete der Náchoder Textilindustrielle Isaak Mautner im jetzigen Ortsteil Šumburk (Schumburg) eine mechanische Weberei, in der um 1880 550 mechanische Webstühle und etwa 23.500 Spindeln im Einsatz waren. 1894 erhielt Tannwald durch die Reichenberg-Gablonz-Tannwalder Eisenbahn Bahnanschluss. 1886 hatte Tannwald 2726 Einwohner. 1905 wurde die Gemeinde Tannwald zur Stadt erhoben. Der Bruch der Talsperre an der Weißen Desse am 29. Juli 1916 richtete auch in Tannwald schwere Schäden an.
Nach dem Ersten Weltkrieg wurde Tannwald 1919 der neu geschaffenen Tschechoslowakei angeschlossen. Aufgrund des Münchner Abkommens gehörte Tannwald von 1938 bis 1945 zum Landkreis Gablonz an der Neiße, Regierungsbezirk Aussig, im Reichsgau Sudetenland des Deutschen Reichs.  1942 wurden die Städte Tannwald und Schumburg an der Desse zur Stadt Tannwald (Isergebirge) zusammengeschlossen. Nach Ende des Zweiten Weltkriegs wurde die deutschsprachige Bevölkerung größtenteils enteignet und vertrieben. So fing z. B. die 1919 in Obertannwald gegründete Glasfirma Bruno Posselt in Karlsruhe und die 1920 in deren Nachbarschaft gegründete Glasfirma Swarovsky & Hasda in Aalen neu an.

### Demographie
Bis 1945 war  Tannwald  überwiegend von Deutschböhmen besiedelt, die vertrieben wurden.
| Jahr | Einwohner | Anmerkungen        |
| ---- | --------- | ------------------ |
| 1830 | 0995      | in 157 Häusern     |
| 1900 | 3592      | deutsche Einwohner |
| 1930 | 4423      | [ 6 ]              |
| 1939 | 3519      | [ 6 ]              |

| Jahr      | 1970  | 1980  | 1991  | 2001  | 2003  |
| --------- | ----- | ----- | ----- | ----- | ----- |
| Einwohner | 6 168 | 7 592 | 7 055 | 7 001 | 6 921 |

## Stadtgliederung
Die Stadt Tanvald besteht aus den Ortsteilen Šumburk nad Desnou (Schumburg an der Desse), Tanvald (Tannwald) und Žďár (Brand). Grundsiedlungseinheiten sind Český Šumburk (Böhmisch Schumburg), Horní Tanvald (Obertannwald), Malý Špičák, Popelnice (Popelnitz), Průmyslový obvod, Světlá (Swetla 2. Teil), Špičák, Šumburk, Šumburk-střed, Tanvald-střed, Výšina und Žďár.
Das Gemeindegebiet gliedert sich in die Katastralbezirke Šumburk nad Desnou und Tanvald.

## Sehenswürdigkeiten
- Kirche des hl. Franz von Assisi im Ortsteil Šumburk. Sie wurde im Jahr 1900 errichtet.
- Tanvaldský Špičák (Tannwalder Spitzberg), Zentrum der Skiabfahrt im Isergebirge mit einem steinernen Aussichtsturm.
- Terezínka (Theresienhöhe) Felsenaussicht, 1853 öffentlich zugänglich gemacht.

## Verkehr

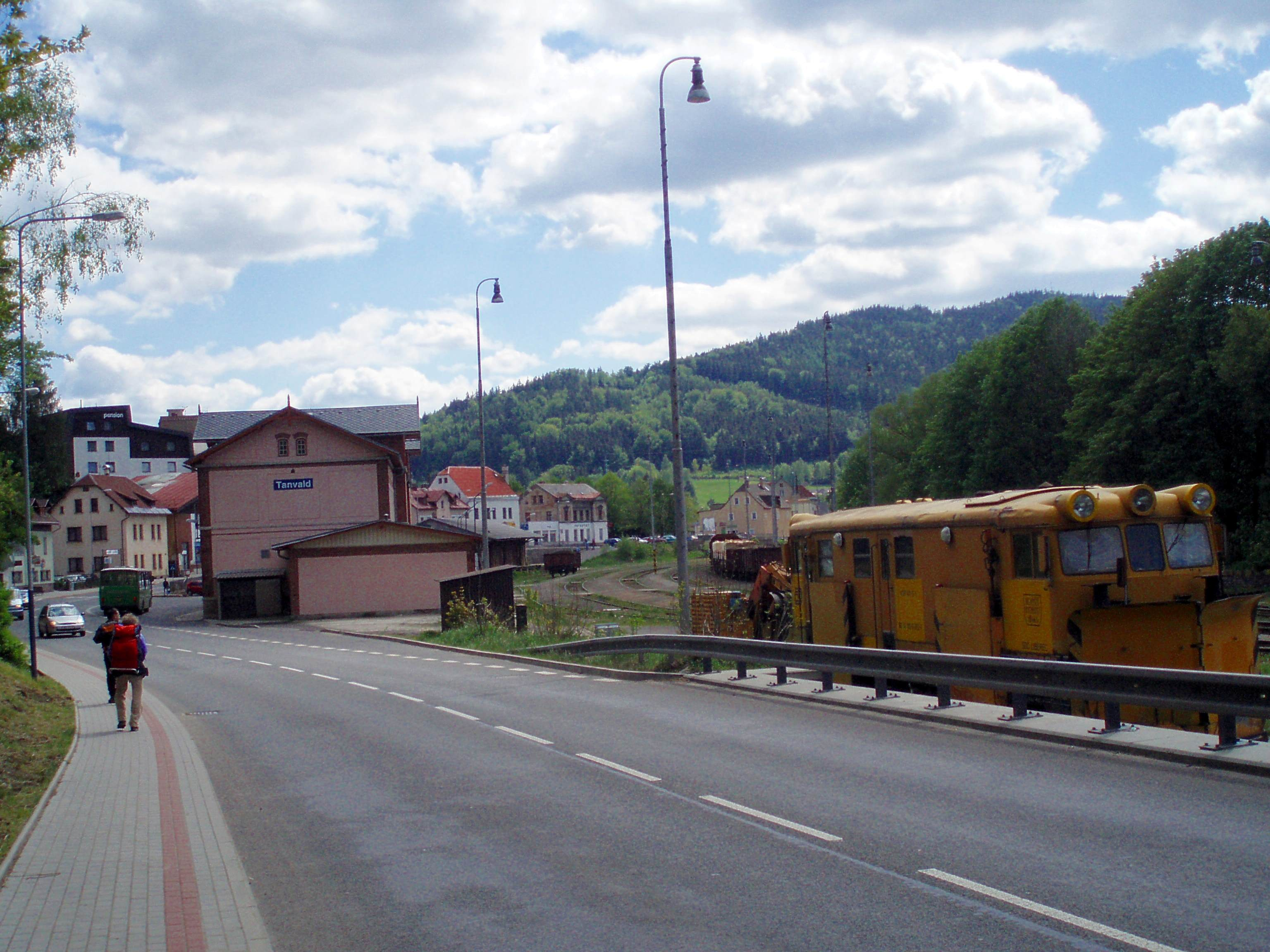
Hauptstraße und Bahnhof (2007)

Der Bahnhof Tanvald liegt an der Bahnstrecke Železný Brod–Tanvald, die am 1. Juli 1875 eröffnet wurde. Am 10. Oktober 1894 folgte der Abschnitt von Lučany nad Nisou nach Tanvald der Bahnstrecke Liberec–Kořenov. Deren Fortsetzung bis Kořenov, wo sie mit der Bahnstrecke Jelenia Góra–Kořenov verbunden wurde, ging am 30. Juni 1902 als Zahnradbahn in Betrieb.
Tanvald liegt an der Silnice I/10 (Straße erster Klasse 10), die von Turnov über Harrachov zur polnischen Grenze – und in ihrer Fortsetzung nach Jelenia Góra und Breslau – führt. Im Süden des Orts mündet von Liberec her die Silnice I/14; zusammen mit der I/10 bildet sie zunächst Tanvalds Hauptstraße, ehe sie die gemeinsame Trasse nach rund 12 Kilometern wieder verlässt.

## Söhne und Töchter der Stadt
- Otto Josef von Berndt (1865–1957), österreichischer k.u.k. Feldmarschalleutnant und Kavallerieoffizier
- Arnold Hartig (1878–1972), Bildhauer und Medailleur
- Wilhelm Dreßler (1893–1945), Politiker (NSDAP)
- Adalbert Hartmann (1895–1949), Jurist und Politiker
- Rudolf Staffen (1898–1965), Ingenieur und Chemiker
- Egon Schwarz (1907–1980), Wirtschaftsjurist und Vertriebenenpolitiker
- Helmut Borufka (1918–2003), General der Nationalen Volksarmee
- Wolfgang Wünsch (1929–2021), Organist

## Freizeiteinrichtungen
Stadion für Athletik, Rasenfußballplatz, Sporthalle und Turnsaal, Mehrzwecksportplatz mit Kunstrasen. Tennisplatz, Waldbad, Miniaturgolf. Skiareal Tanvaldský Špičák (Spitzberg), mit Skiabfahrt, Skischule, Skiverleih. Magistrale des Isergebirges für Skilanglauf. Konzerte, Theater.

## Partnerstädte
- Burbach ( Nordrhein-Westfalen)
- Marcinowice ( Niederschlesien)
- Wittichenau  ( Sachsen)